# Leva för att leva
Leva för att leva (franska: Vivre pour vivre) är en fransk-italiensk dramafilm från 1967 i regi av Claude Lelouch.

## Utmärkelser
Filmen vann Golden Globe Awards pris för bästa icke-engelskspråkiga film 1968.

## Rollista i urval
- Yves Montand - Robert Colomb
- Annie Girardot - Catherine Colomb
- Candice Bergen - Candice
- Anouk Ferjac - Jacqueline
- Irène Tunc - Mireille
- Michel Parbot - Michel
- Uta Taeger - jungfrun
- Jacques Portet - fotograf
- Jean Collomb - uppassare